# Oliver (Wisconsin)
Oliver es una villa ubicada en el condado de Douglas en el estado estadounidense de Wisconsin. En el Censo de 2010 tenía una población de 399 habitantes y una densidad poblacional de 73,85 personas por km².

## Geografía
Oliver se encuentra ubicada en las coordenadas 46°38′57″N 92°11′16″O / 46.64917, -92.18778. Según la Oficina del Censo de los Estados Unidos, Oliver tiene una superficie total de 5.4 km², de la cual 5.35 km² corresponden a tierra firme y (1.05%) 0.06 km² es agua.

## Demografía
Según el censo de 2010, había 399 personas residiendo en Oliver. La densidad de población era de 73,85 hab./km². De los 399 habitantes, Oliver estaba compuesto por el 96.49% blancos, el 0% eran afroamericanos, el 1.25% eran amerindios, el 0.5% eran asiáticos, el 0% eran isleños del Pacífico, el 0% eran de otras razas y el 1.75% pertenecían a dos o más razas. Del total de la población el 0.25% eran hispanos o latinos de cualquier raza.